# Trophy Eyes
Trophy Eyes ist eine 2013 gegründete australische Pop-Punk-Band aus Newcastle in New South Wales.

## Geschichte
Der frühere Schlagzeuger Callum Cramp gründete 2013 im Keller seiner Wohnung in Newcastle die Band Trophy Eyes. Als weitere Musiker konnte er den Sänger John Floreani, die beiden Gitarristen Kevin Cross und Andrew Hallett sowie den Bassisten und Hintergrundsänger Jeremy Winchester gewinnen. Cramp wurde im Jahr 2017 durch Blake Caruso am Schlagzeug ersetzt.
Noch im Gründungsjahr erschienen mit Demo 2013 und Everything Goes Away ein Demo und eine EP, die jeweils in Eigenregie aufgenommen wurden. Im Mai 2014 wurde die Band von Hopeless Records veröffentlicht und die EP Everything Goes Away neu aufgelegt. Am 4. November gleichen Jahres erschien zudem das Debütalbum Mend, Move On. Im Januar und Februar 2015 spielte die Band mit Neck Deep und Knuckle Puck ihre erste Tournee durch das Vereinigte Königreich, unmittelbar gefolgt von einer Tour durch mehrere Staaten des europäischen Festlandes. In den Jahren 2015 und 2017 war die Band Teil der Warped Tour.
Am 14. Oktober 2016 erschien mit Chemicle Miracle das zweite Studioalbum der Band, das sich auf Platz 8 der heimischen Albumcharts platzieren und eine Woche lang halten konnte. Im November 2017 spielte Trophy Eyes ihre erste Nordamerika-Tournee als Headliner.
Das dritte Album The American Dream wurde am 3. August 2018 veröffentlicht und stieg in Australien wie sein Vorgänger auf Platz acht der heimischen Charts ein. Im November und Dezember 2018 ist die Band mit Seaway Co-Headliner einer weiteren Konzertreise, die durch die Vereinigten Staaten und Kanada führt.

## Stil
Trophy Eyes spielen eine musikalische Mischung aus Pop-Punk und Melodic Hardcore, was in der Szene als Easycore bezeichnet wird. Auch finden sich viele Anleihen des Punk und Emo in der Musik der Band wieder. Obwohl die Musik als fröhlich und poplastig beschrieben wird, kann die Gruppe in härter gespielten Songpassagen Vergleiche zu Touché Amoré erreichen.
Die Musik auf dem dritten Longplayer wurde bereits mit The ’59 Sound von The Gaslight Anthem und Boys and Girls in America von The Hold Steady verglichen. Die Band arbeitet auf The American Dream mit hymnisch wirkenden Hooklines und cheerleaderischen Refrains.

## Diskografie

### Alben
| Jahr | Titel Musiklabel                      | Höchstplatzierung, Gesamtwochen, AuszeichnungChartsChartplatzierungen (Jahr, Titel, Musiklabel, Platzierungen, Wochen, Auszeichnungen, Anmerkungen) | Anmerkungen                            |
| Jahr | Titel Musiklabel                      | AU | Anmerkungen                            |
| ---- | ------------------------------------- | --- | -------------------------------------- |
| 2014 | Mend, Move On Hopeless Records        | — | Erstveröffentlichung: 4. November 2014 |
| 2016 | Chemical Miracle Hopeless Records     | AU8 (1 Wo.)AU | Erstveröffentlichung: 14. Oktober 2016 |
| 2018 | The American Dream Hopeless Records   | AU8 (1 Wo.)AU | Erstveröffentlichung: 3. August 2018   |
| 2023 | Suicide and Sunshine Hopeless Records | AU8 (1 Wo.)AU | Erstveröffentlichung: 23. Juni 2023    |

### EPs
- 2013: Demo 2013 (Demo, Eigenproduktion)
- 2013: Everything Goes Away (Eigenproduktion)